# 北村梨夏
北村 梨夏（きたむら りか、1991年8月8日 - ）は、日本の元ファッションモデル。愛知県出身。元タンバリンアーティスツ所属。

## 略歴
2003年、ファッション雑誌『ピチレモン』（学研）の第8回読者モデルオーディションでグランプリを獲得、専属モデル（ピチモ）になる。2004年6月号で初登場。2008年4月号で卒業した。

## 出演

### 雑誌
- ピチレモン（学研、2003年6月号 - 2008年3月号）専属モデル

### イベント
- ピチレモン春・夏まつり（学研）
- プチモ（P252iS）デビューイベント（NTTドコモ九州、現：NTTドコモ）
- ジュニアファッションフェスティバル（髙島屋）

### スチル
- ファンシーポケット イメージモデル（サン宝石）

### 映画
- ピチモでドラマ－私がモデルになれた理由（東映ビデオ）